# Geologie der Indus-Yarlung suture zone

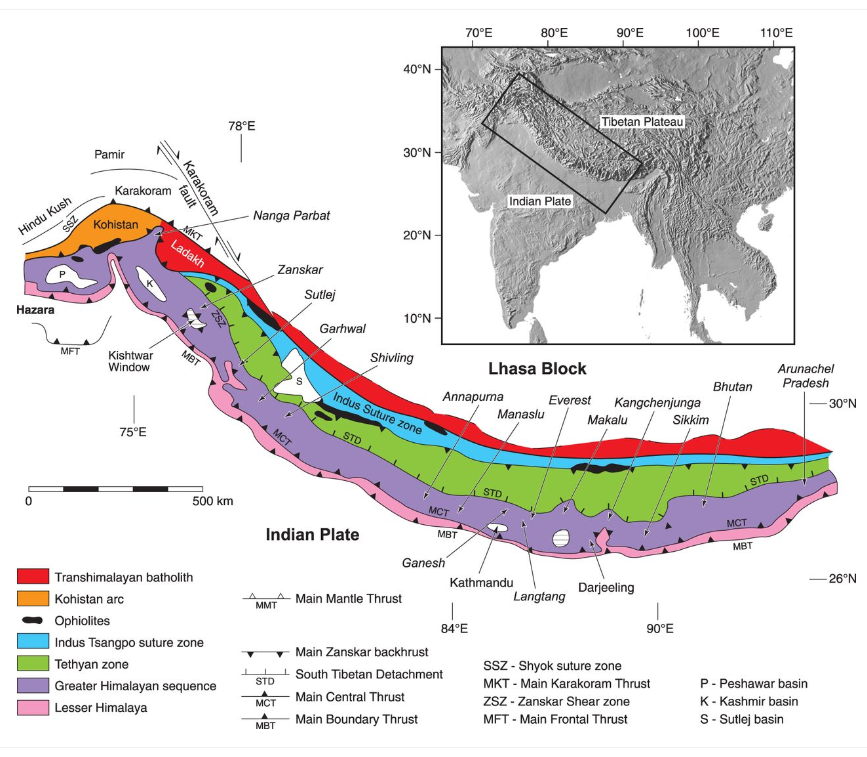
Geologische Karte des Himalayas mit dem blau markierten Verlauf der Indus-Yarlung suture zone

Die Geologie der Indus-Yarlung suture zone, auch Indus-Yarlung-Tsangpo sutur genannt, stellt eine Geosutur zwischen dem südlichen Rand des Transhimalayas und dem nördlichen Rand des Tethys-Himalayas dar. Sie resultierte aus der Subduktion der Tethys unter die Laurasische Platte bzw. Eurasische Platte ab etwa 57 mya (siehe → Tektonische Entwicklung des indischen Subkontinents).

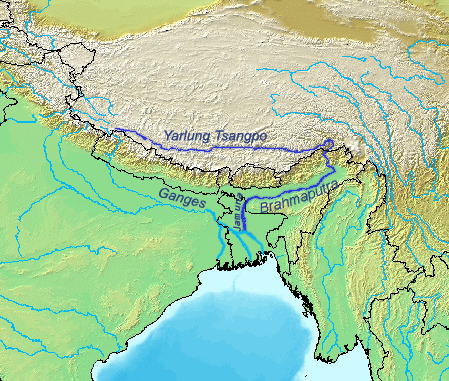
Verlauf des Yarlung Tsangpo
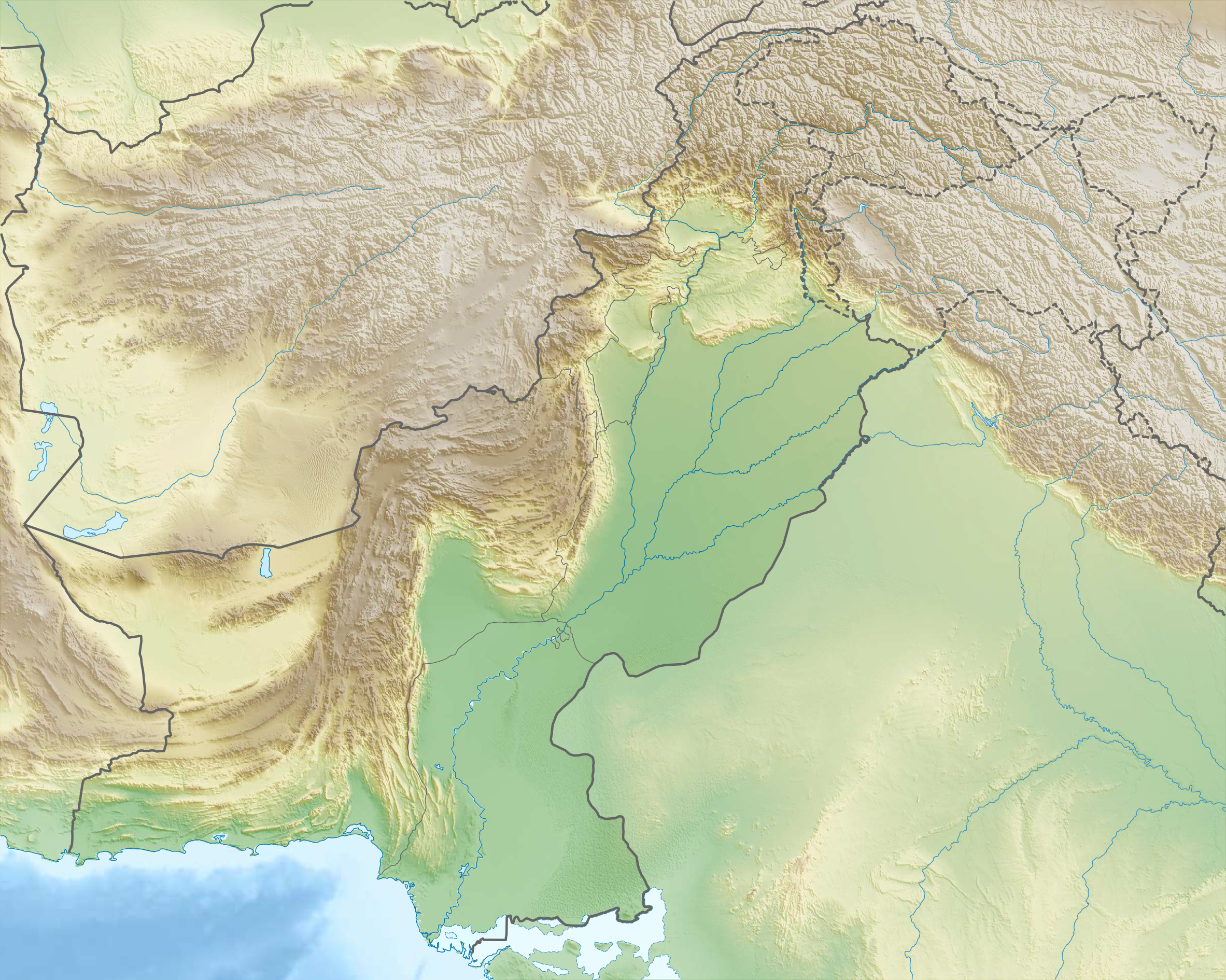
Relief Pakistans mit Lage des Karakorums im Nordosten
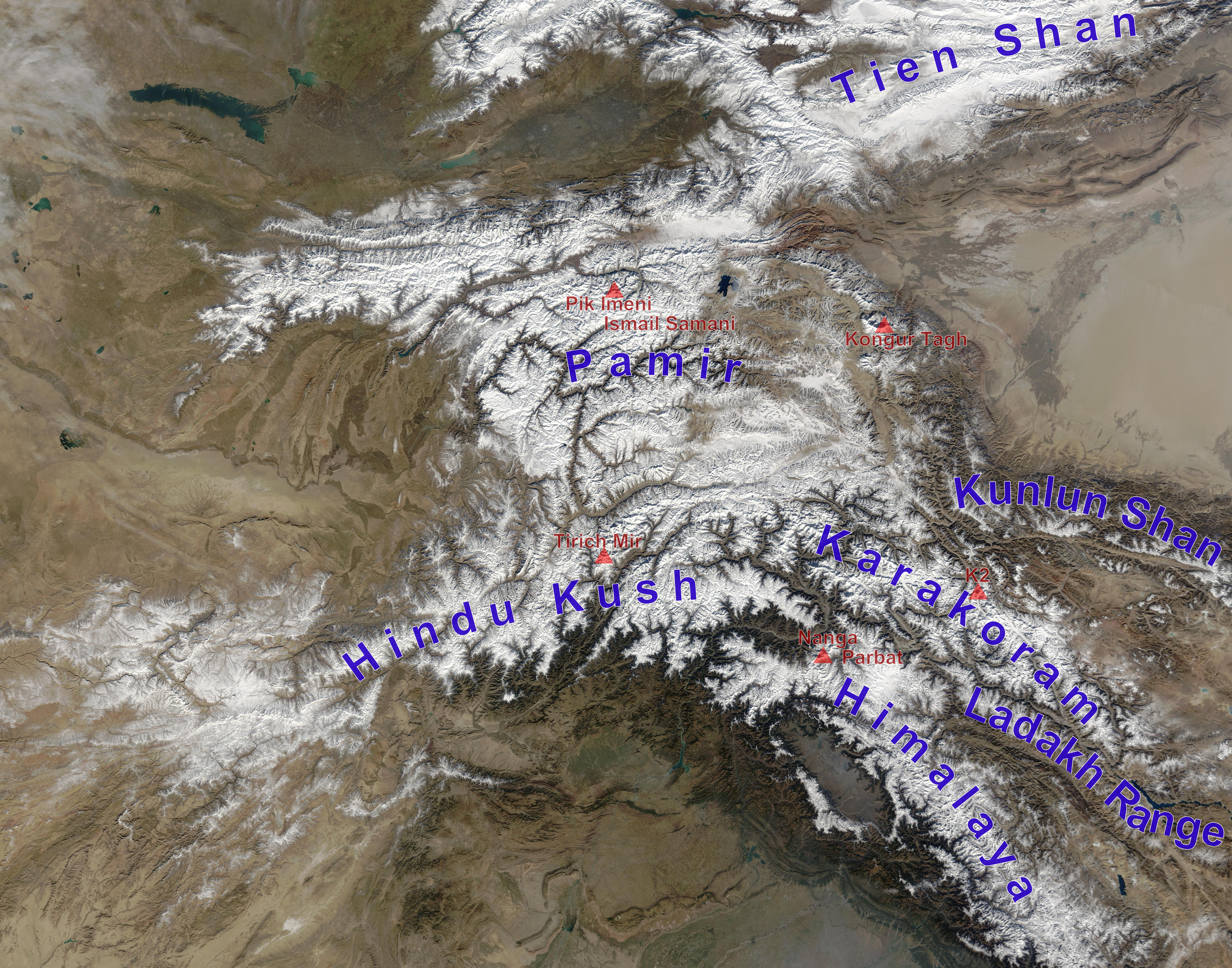
Lage der Ladakh Range im Karakorum
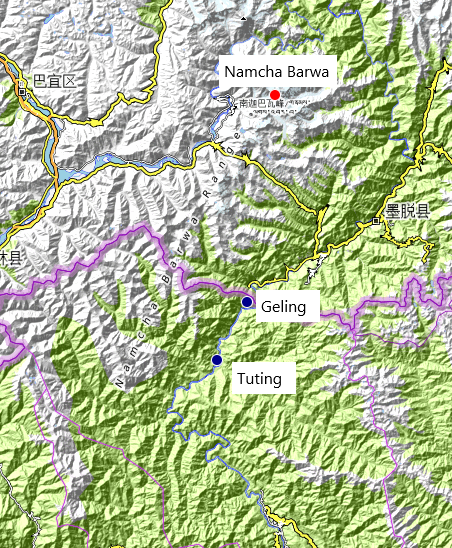
Lage der Namjagbarwa Range

Namengebend sind der Yarlung Tsangpo und dem Indus, die heute beide annähernd auf der Kollisionsfront fließen. Sie kann diskontinuierlich über eine Strecke von ca. 2500 km, beginnend südwestlich vom Karakorum mit der Ladakh Range bis zur Namjagbarwa Range an der Biegung des Yarlung Tsangpos verfolgt werden.
Die Geosutur wurde durch zwei bedeutende Verwerfungen von den asiatischen Kontinentalplatten mit dem Transhimalaya und den indischen Subkontinent mit dem Tethys-Himalaya getrennt.

## Erforschungshistorie
Die ersten detaillierten Beobachtungen der komplexen Geologie dieser Zone wurden von dem Schweizer Geologen Augusto Gansser während zweier heimlicher Expeditionen in das Königreich Tibet in den späten 1930er Jahren zusammen getragen. Er erkannte südlich der Kailash-Region massive allochthone Platten, die als „exotische Blöcke“ bezeichnet wurden und aus radiolaritischen Hornsteinen, Flyschen, Kalksteinen und mafischen Intrusiv- und Extrusiv-Gesteinen bestanden. Um 1964 hatte Augusto Gansser diese Blöcke als Teil einer großen Überschiebung aus ophiolithischem Material interpretiert, die sich in einer schmalen, fast vertikalen Scherzone entlang des oberen Indus-Flusses erstreckte. Er betrachtete diese „Indus-Suturzone“ als eine grundlegende Diskontinuität zwischen dem Transhimalaya und dem südlich liegenden Indien. Die plattentektonische Bedeutung der Suturzone wurde erst 1970 zuerst von John Dewey, gefolgt 1977 von Paul Tapponnier und Molnar sowie 1980 von Gansser erkannt.
Die weitergehenden Erkenntnisse stammen größtenteils Teil aus Studien von mehreren Forschern, die im südlich-zentralen Xizang in der Nähe von Lhasa und Xigazê zwischen 1980 und 1981 u. a. 1980 von Walter Bally, 1981 von Edward Shackleton und Tapponnier, sowie in Ladakh 1977 von W. Frank, 1981 von V. C. Thakur und 1983 von Michael P. Searle durchgeführt wurden. In diesen beiden Gebieten besteht die Suturzone aus drei großen Gesteinsabfolgen, die durch Verwerfungssysteme mesozoischen und känozoischen Alters getrennt sind, Diese Gesteinsabfolgen repräsentieren das ehemalige Becken der Tethys und dessen nördlichen und südlichen Kontinentalränder.

## Tektonische Entwicklungen

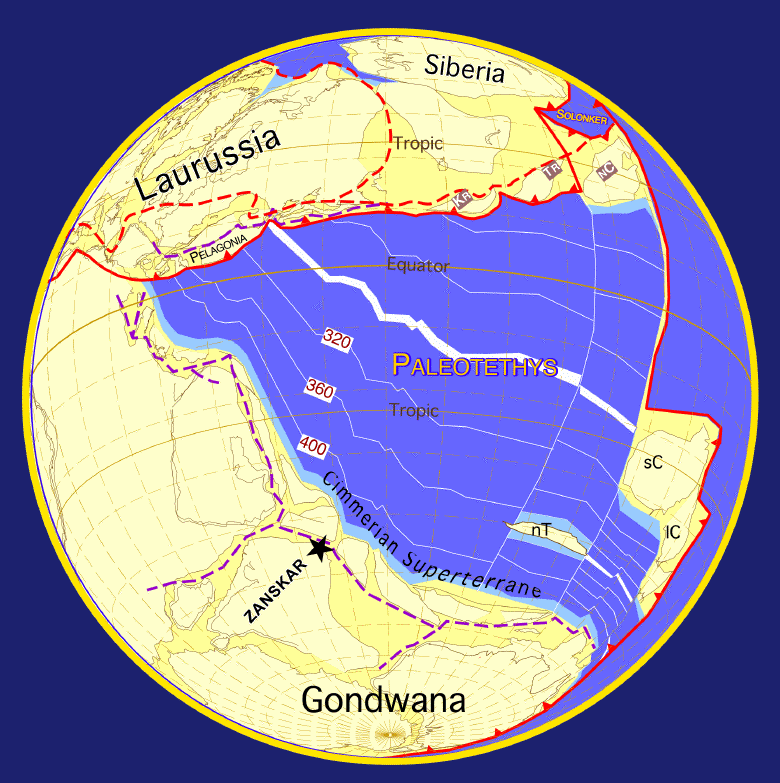
Palaeotethys um 290 mya
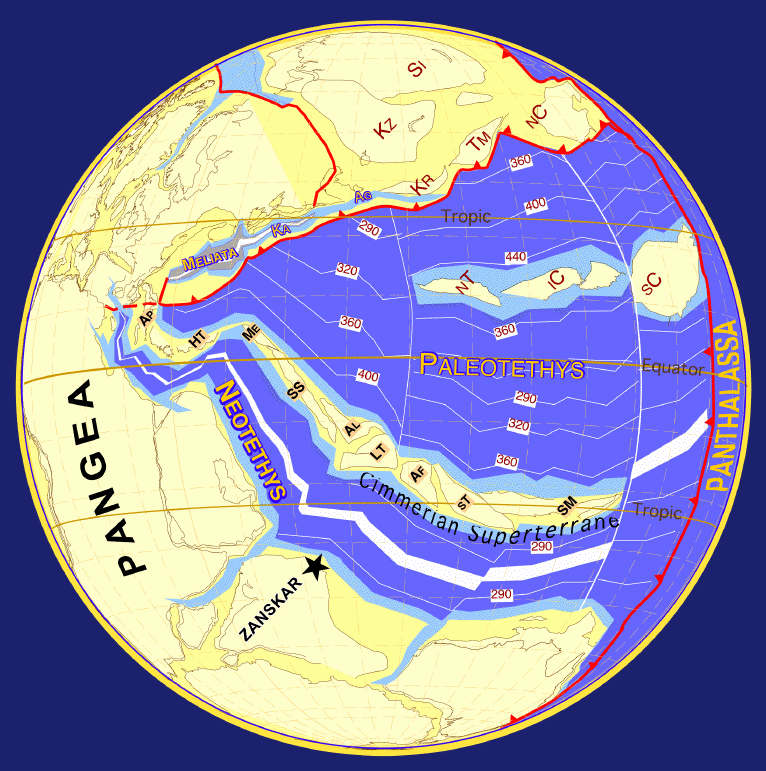
Palaeotethys und die sich öffnende Tethys (Neo-Tethys) um 249 mya
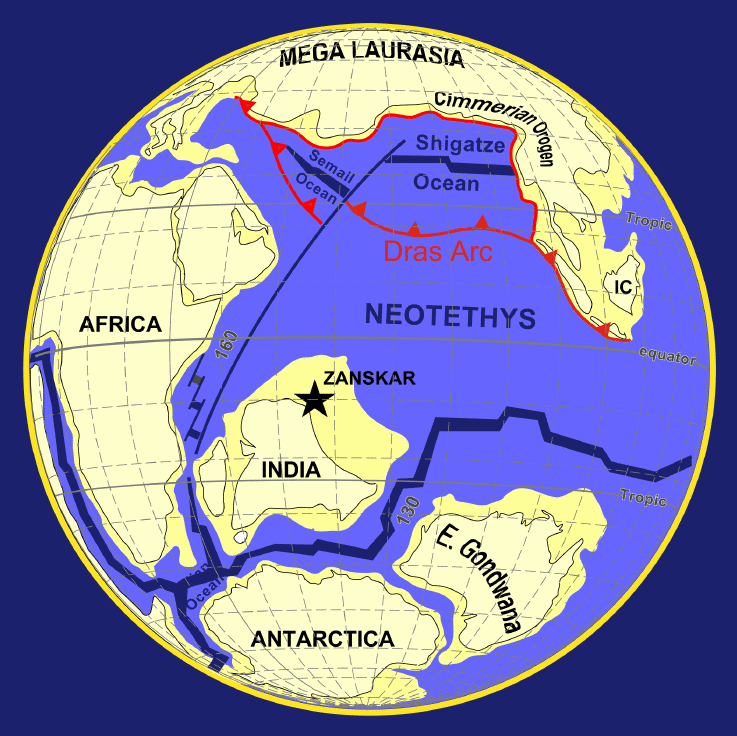
Tethys mit beginnender Separierung des indischen Kontinentalblocks um 100 mya
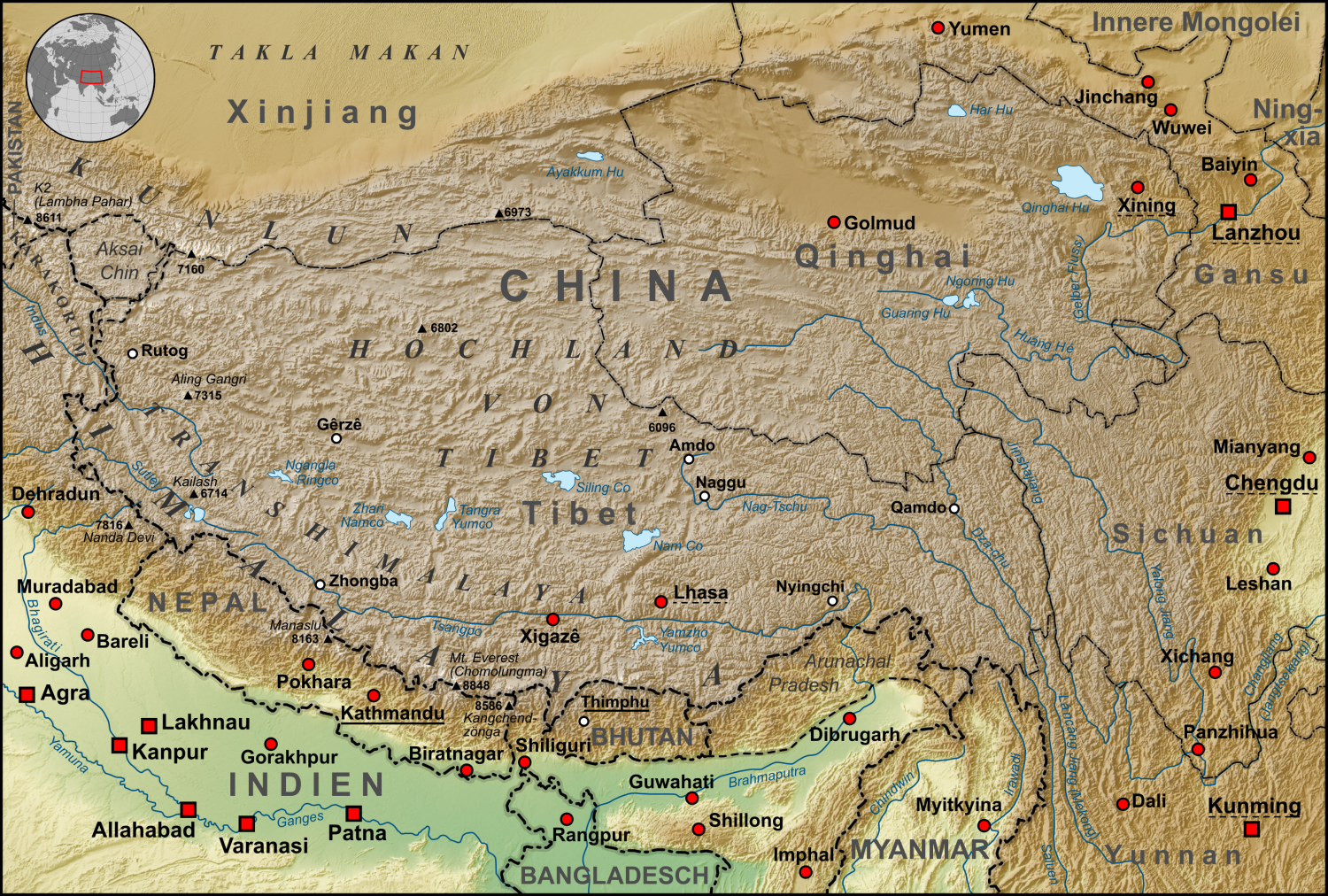
Topographische Karte vom Hochland von Tibet mit dem Transhimalaya
Kontinentaldrift des indischen Kontinentalblocks
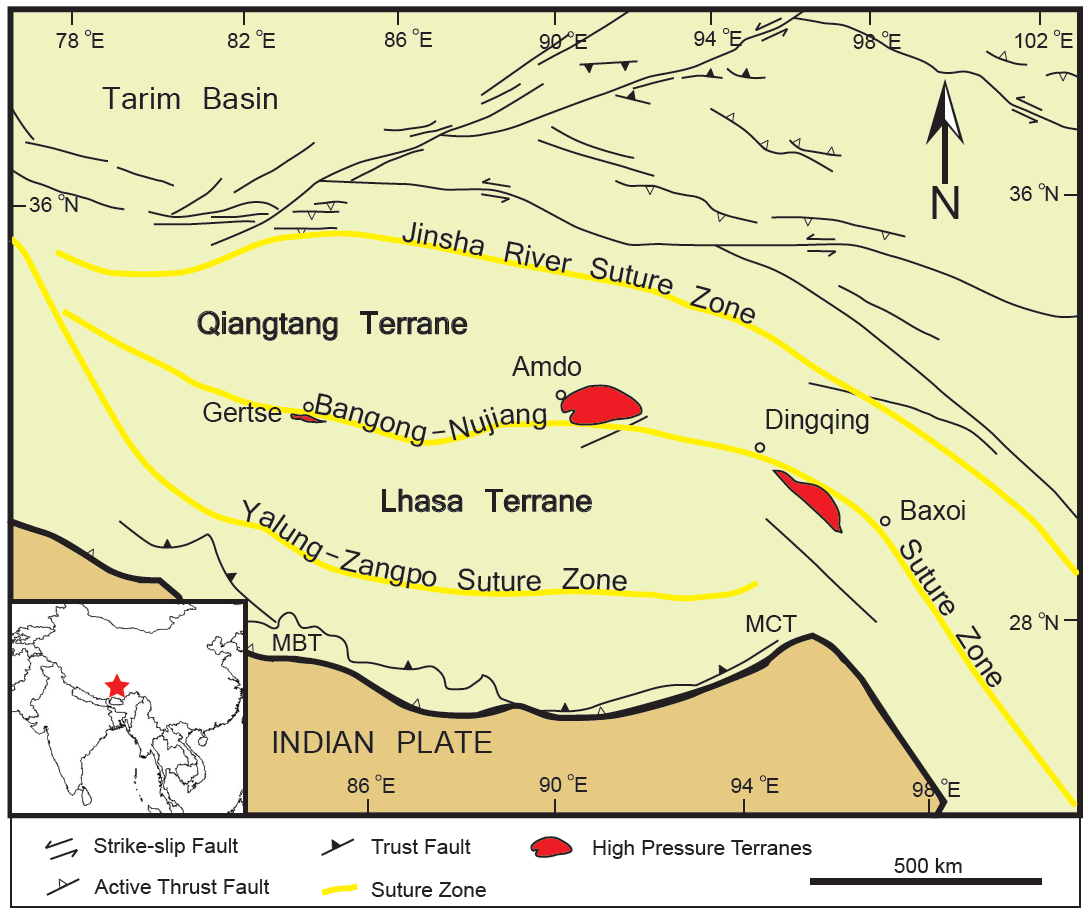
Verlauf der Indus-Yarlung suture zone zwischen dem Lhasa-Terran und dem Nordrand der heutigen Indischen Platte

Die Indus-Yarlung suture zone entwickelte sich während mehrerer tektonischer Prozesse, die durch Subduktion von Ozeanböden und Kollision von Kontinentalblöcken geprägt war.(siehe auch →Tektonische Entwicklung des indischen Subkontinents).
Anfang der ersten Kollisionsphase driftete das Lhasa-Terran in der Palaeotethys nordwärts und dockte bis zur mittleren der Kreide zwischen etwa 113 und 52 mya an die bereits bestehenden Terrane der Laurasischen Platte im südlichen Bereich des heutigen tibetischen Hochlands an. Ursächlich war die beginnende Subduktion der Tethys (Neotethys) unter Laurasia bzw. dem Lhasa-Terran.
Am südlichen Bereich des Lhasa-Terrans bildete sich infolge der Subduktion ein aktiver Kontinentalrand. Mit diesem begann die tektonische Entwicklung des Transhimalayas, die sich in zwei Phasen zwischen 113 und dem mittleren Eozän um 40 mya erstreckte.
Um etwa 90 mya hatte sich der indische Kontinentalblock weitgehend von den übrigen Kontinentalblöcken Gondwanas gelöst und begann Richtung der Laurasischen Platte zu drifteten. Die Annäherung und Kollision des indischen Kontinentalblocks mit der Eurasischen Platte, die sich etwa 57 mya von der Laurasischen Platte zu separieren begann, erfolgte zwischen etwa 57 und 10 mya.
In der Palaeotethys und der Tethys lagerten sich mächtige Sedimentpakete ab, die wesentliche Bestandteile der
Tethys-Himalayas sind. Die Entwicklung des Tethys-Himalayas reichte zeitlich vom Kambrium (Ablagerung der Sedimente) bis zum Eozän (Kollision) um etwa 30 mya.
Der Kollisionsbereich zwischen dem Transhimalaya und dem Tethys-Himalaya wird definiert durch die Indus-Yarlung suture zone. Die Hauptphase der tektonischen Entwicklung datiert zwischen etwa 57 und 30 mya.

## Strukturgeologie und Gesteine
Die geologische Struktur der Indus-Yarlung suture zone beinhaltet mehrere groß- und kleinräumige Gesteinsabfolgen. Sie spiegeln die tektonische Gestehungsgeschichte und den Aufbau der an der Geosutur beteiligten Krustenblöcke wider.
Im Einzelnen lassen sich geologische Strukturen sich wie folgt charakterisieren:
- Transhimalaya relevante Strukturen

Im südlich-zentralen Xizang wurden in der Xigaze-Gruppe kreidezeitlichen Turbidite als eine Forearc-Becken-Sequenz interpretiert. Sie wurden entlang des südlichen Randes des Gangdese-Kontinentalrandes abgelagert und anschließend während der Kollision in die Indus-Yarlung Sutur Zone integriert. Dieser Gangdese-Vulkanbogen oder Gangdese-Batholith ist eine bedeutende geologische Struktur im Süden des Lhasa-Terrans in Tibet, nördlich des Himalayas. Der Batholith bildete sich vor etwa 100 Millionen Jahren und war etwa 20 Millionen Jahre lang magmatisch aktiv. Er wurde vor etwa 65 Millionen Jahren reaktiviert, als sich der indische Kontinentalblock an Laurasia näherte, und war weitere 20 Millionen Jahre lang aktiv (siehe auch → Tektonische Entwicklung des indischen Subkontinents).
In Ladakh wird das Vorgebirgsbecken durch Turbidite der Indus-Gruppe aus der mittleren Kreide und dem frühesten Eozän repräsentiert. In derselben Region geht eine zweite Abfolge oberkreidezeitlicher vulkano-klastischer Schichten (die Nindam-Formation) in stratigraphisch höher gelegene Einheiten innerhalb der jurassisch-kreidezeitlichen Dras-Vulkanite des Shyok-Dras-Vulkanbogen über. Das Nindam-Dras-Paket repräsentiert möglicherweise einen Inselbogen und den dazugehörigen Akkretionskeil, die in der späten Kreidezeit südlich des Indus-Vorlandbeckens in der späten Kreidezeit positioniert waren (siehe auch → Geologie des Transhimalayas).
Die nördliche Abfolge der Turbidite besteht aus einer praktisch nicht metamorphisierten vulkanisch-plutonischen Sequenz, die zwischen 115 und 65 mya abgelagert wurde. Weiterhin kommen Kalksteine, Konglomerate, verschiedenartige Kiesel und Sedimente sowie vulkanische Tuffe vor. Diese marine Sedimentation endete um etwa 50 mya.
- Tethys relevante Strukturen

In der Indus-Yarlung Sutur Zone sind Ophiolite, ophiolitische Mélangen und Tiefsee-Sedimentgesteine enthalten, die der Neo-Tethys zugeordnet werden. Sie haben jurassische bis kreidezeitliche Alter. Die bedeutendsten aufgeschlossenen Ophiolite sind der Xigaze-Ophiolith im südlich-zentralen Xizang mit ca. 2000 km² Fläche, der Kiogar-Ophiolith im Südwesten von Xizang mit ca. 500 km² Ausdehnung und der Spontang-Ophiolith von Ladakh mit ca. 200 km² Ausbreitung. Von diesen kommt nur der Xigaze-Ophiolit ausschließlich innerhalb der Indus-Tsangpo-Sutur Zone vor; die übrigen sind als Klippen oder Halbklippen in den Allochthonen der Indus-Tsangpo-Sutur.
Die dünnen Schichten der Ophiolite treten mit Tiefwassersedimenten diskontinuierlich über fast 2500 km entlang der nördlichen und südlichen Ränder der Geosutur auf. Sie sind bis zu 80 km nach Süden über die Sedimente des Tethys-Himalayas geschoben worden. Es werden zwei unterschiedliche ophiolitische Abfolgen beschrieben. Die ältere stellt eine Inselbogenabfolge mit Alter zwischen 160 und 150 mya, die jüngere den subduzierten ozeanischen Boden mit Alter von 130 bis 120 mya dar. Übrig gebliebene Klippen sind teilweise 125 mya alte Tiefseeberge aus der Tethys.
Die Tiefseesedimente bilden einen schuppenartigen Überschiebungsstapel, der von der subduzierende Unterplatte (Slab) abgekratzt und in die Subduktionszone transportiert wurde. Er besteht aus spättriassische bis oberkreidische Radiolariten, Turbidite und örtlichen Basalten.
Die ozeanischen Gesteine wurden bei niedrigen Temperaturen in unterschiedlichem Maße metamorph überprägt. Sie weisen Grünschiefer-Fazies und Blauschiefer-Fazies auf.
- Indien relevante Strukturen

In der Suturzone sind triassisch bis kreidezeitliche Turbidite vertreten, die vom südlichen Rand der Neo-Tethys abstammten. Sie wurden auf dem nordindischen Schelf und Kontinentalhang abgelagert. Einige der spektakulärsten Ablagerungen finden sich in Ladakh in Form der Lamayuru-Flysch-Sequenz im Lamayuru basin, die dekameter- bis kilometergroße exotische Felsblöcke aus permisch-triassischem Kalkstein enthalten. Ähnliche Gesteine kommen innerhalb der Suturzone in den Kailash-, Lhasa-Xigazê- und Zizang-Regionen vor.
- Allochthone

Im westlichen Himalaya hat ein System von steilen rückwärts gekippten Faltungen und Überschiebungen miozänen und jüngeren Alters. Sie haben die ursprüngliche Geometrie der Geosutur zwischen Indien und Eurasien so verändert, dass die Gesteine darin in zwei unterschiedlichen strukturellen vorkommen: der steile strukturelle Gürtel der Indus-Yarlung sutur zone sensu stricto und eine Reihe von erosionsbedingten Überresten von flach einfallenden, zusammengesetzten Überschiebungsplatten, die strukturell über den Gesteinen der tibetischen Zone liegen. Diese Klippen und Halbklippen bewahren zwei der ausgedehntesten Abschnitte des neo-tethischen Ozeanbodens im Himalaya-Tibet-Orogen (die Kiogar- und Spontang-Ophiolithe), sowie eine bemerkenswerte Aufzeichnung der Paläogeographie des indischen Kontinentalrandes der Tethys.
- Sonstige Strukturen

Westlich von Ladakh verengt sich die Suturzone erheblich um die Syntaxis des Nanga Parbat herum und setzt sich westwärts fort in die pakistanischen Regionen Hazara und Swat. Hier wird die Geosutur als Main Mantle thrust zone oder manchmal als “Southern suture” bezeichnet wird, um sie von der „Shyok“- oder „Nördlichen“ Naht zu unterscheiden Naht, die den Kohistan-Ladakh- und den Karakorum-Bogen voneinander trennt. Die meisten Forscher haben sedimentäre und vulkanische Tektonite kartiert, die die Main Mantle thrust zone als „Indus Mélange“, aber es gab auch einige erfolgreiche Versuche, kartierbare, regional ausgedehnte tektonostratigraphische Einheiten innerhalb der Suturzone zu definieren Zone zu definieren.
Die Geologie der Indus-Tsangpo-Suturzone zwischen dem süd-zentralen Tibet und der Namche-Barwa-Syntaxis in Osttibet ist nur wenig bekannt. Die Sutur bei Namche Barwa wird als eine Mylonitzone erkannt, die Linsen aus metamorphosiertem mafischem und ultramafischem Gestein enthält. Sie setzt sich offenbar weiter fort nach Süden in die Indo-Myanmar Ranges, nahe der Grenze zwischen Myanmar und dem indischen Bundesstaat Assam, wo sie im Nagaland durch den Naga Hills-Ophiolithgürtel und die synorogenen „flyschoiden“ Sedimentgesteine des aus dem mittleren Eozän-Oligozän geprägt ist.

## Verwerfungen
Die Indus-Yarlung suture zone wird durch mehrere Verwerfungen von den asiatischen und indischen Kontinentalmassen, d. h. vom Transhimalaya und Tethys-Himalaya, separiert. Die Verwerfungen verlaufen in quasi West-Ost-Richtung und sind diskontinuierlich aufgeschlossen. Sie bestehen i. W. aus dem Great Counter Thrust und dem Gangdese Thrust.
- Great Counter Thrust

Der Great Counter Thrust (GCT) ist ein schuppenförmiges nach Norden gerichtetes, südwärts abtauchendes Überschiebungssystem in Südtibet, das den Tethys-Himalaya gegen den Transhimaya mit dem Gangdes batholih bzw. Gangdese volcanic arc abgrenzt. Das Alter des GCT wird anhand von geochronologischen Studien auf etwa 18 bis 10 mya datiert.
Diese Überschiebung wird so interpretiert, dass sie durch eine erneute Subduktion der indische Platte nach einem Rollback und einem Abbruch der abtauchenden indischen Lithosphärenplatte (Slap) um 23 Ma entstand.
- Gangdese Thrust und Renbu-Zedong Thrust

Der Gangdese Thrust (GT) ist ein spätoligozänes bis frühmiozänes, nach Süden ausgerichtetes tektonisches System, bei dem Gangdese-Granitoide im Hangenden gegen die Sedimentabfolge des Tethys-Himalayas im Liegendem stehen. Der GT wurde als ca. 200 m breite Scherzone im Zedong-Gebiet, etwa 150 km südöstlich von Lhasa, in Südosttibet kartiert. In Südwesttibet (Kailash-Gebiet) tritt die GT nicht in Erscheinung, aber Eigenschaften von Graniten aus dem magmatischen Kailash-Komplex (Gangdese-Batholith-Äquivalent) deuten darauf hin, dass diese Gesteine um 30 bis 25 mya durch Gleiten auf der GT erklärt werden können. Das Alter des GT ist konsistent mit derjenigen des Main Central Thrust des Himalayas.
In einigen Zonen verläuft der Renbu-Zedong Thrust (RTZ) quasi-parallel zum GT, wo er lokal über den GT geschoben wurde. Die RZT scheint um etwa 18 mya aktiv gewesen zu sein, hat aber um 8 mya ihre Bewegung eingestellt.
Zusammen beschreiben der GT, der GCT und der Renbu-Zedong-Thrust die nördliche Grenze der Indus-Yarlung suture zone über mehr als 1000 km in Südtibet.